# Gräbendorfer Landgraben
Der Gräbendorfer Landgraben ist ein linker Zufluss der Dahme in Brandenburg.

## Geschichte
Überlieferungen zufolge war der Graben um 1600 lediglich ein „Rieselchen“ und gehörte als Bestandteil des Schenkenländchens den Schenken von Landsberg. Deren letzter Nachfahre, Ludwig-Alexander Schenk von Landsberg, veräußerte es 1717 an König Friedrich Wilhelm I. Dieser ließ den Landgraben vertiefen, um den Ackerbau zu fördern. Die Gräbendorfer wie auch die Gussower waren der Ansicht, dass das Königshaus fortan auch für den Unterhalt des Grabens aufkommen würde. Dies erwies sich jedoch als Trugschluss und so verbuschte der Graben im Laufe der Jahrzehnte. Zwischen den beiden Dörfern entwickelte sich eine juristische Auseinandersetzung um die Frage, wer den Graben reinigen musste. Das Königshaus entschied im April 1777, dass jede Gemeinde für denjenigen Teil zuständig sei, der über ihre Gemarkung führte. Als beide Gemeinden gegenüber dem Königshaus geltend machten, dass sie die Kosten nicht tragen konnten, entschied sich das Königshaus letztmals für eine Übernahme der Kosten. Im Jahr 2016 ergab eine Umweltverträglichkeitsuntersuchung im Zuge der Planung der Europäischen Gasanbindungsleitung, dass der Zustand des Gräbendorfer Landgrabens als „mäßig“ einzustufen sei.

## Verlauf
Der Graben beginnt im östlichen Teil der Gemarkung von Pätz, einem Ortsteil der Gemeinde Bestensee östlich der Bundesstraße 179 in einem Waldgebiet. Von dort fließt er in nordöstlicher Richtung durch die Gemarkung von Gräbendorf, einem Ortsteil der Gemeinde Heidesee. Südlich der Revierförsterei Dubrow fließt von Westen der Pätzer Vorfluter und wenige Meter weiter flussabwärts von Osten der Mühlengraben zu. Etwa in Höhe des Gräbendorfer Dorfangers führt ein weiterer Graben von Westen her zu. Er wird vom Tonsee in Pätz gespeist, der sich wiederum aus Grundwasser füllt. Der Graben unterquert anschließend in nördlicher Richtung die Bundesstraße 246 und passiert östlich den Wohnplatz Siedlung Uhlenhorst. Wenige Meter weiter flussabwärts führt erstmals der Grobsgraben zu. Dieser verläuft östlich des Gräbendorfer Landgrabens und verbindet sich erneut weiter flussabwärts, als er auf der Gemarkung von Gussow nach Westen schwenkt. Auf der Gemarkung fließt er nach Osten durch den Ort und mündet schließlich in der Dahme.